# ننه چری
نِنِه ماریان کارلسون (متولد ۱۰ مارس ۱۹۶۴)، معروف به نِنِه چری، خواننده، ترانه‌سرا، خواننده رپ، دی جی و پخش کننده سوئدی است. فعالیت موسیقی او از اوایل دهه ۱۹۸۰ در لندن آغاز شد، جایی که او در جوانی در چندین گروه پانک و پست-پانک، از جمله The Slits و Rip Rig + Panic اجرا کرد.
چری پنج آلبوم استودیویی به نام خودش منتشر کرده‌است. اولین بار او، Raw Like Sushi، در سال ۱۹۸۹ منتشر شد و به لطف بخش عمده آهنگ مشهور " Buffalo Stance " در جهان، در رتبه سوم جدول آلبوم بریتانیا قرار گرفت. دومین آلبوم استودیویی او Homebrew سال ۱۹۹۲ بود. چهار سال بعد او آلبوم Man را با آلبوم استودیویی بعدی خود، Blank Project ، در سال ۲۰۱۴ منتشر کرد. آخرین آلبوم وی، Broken Politics، در سال ۲۰۱۸ منتشر شد.
وی علاوه بر انتشار این آلبوم‌های استودیویی، گروه cirKus را در سال ۲۰۰۶ تشکیل داد و با The Thing همکاری کرد و آلبومی با عنوان The Cherry Thing در سال ۲۰۱۲ منتشر کرد.
چری برنده دو جایزه Brit و جایزه موسیقی MTV Europe (با اجرای یوسو اندور) شده‌است. وی همچنین نامزد دریافت جایزه گرمی بهترین هنرمند جدید شده‌است.

## اوایل زندگی و خانواده
چری به عنوان نِنِه ماریان کارلسون در استکهلم سوئد، دختر مونیکا «موکی» کارلسون (۱۹۴۳–۲۰۰۹)، نقاش و هنرمند سوئدی و نوازنده احمدو جاه (۱۹۳۶–۲۰۱۸) متولد شد. جاه در سیرالئون، آفریقای غربی به دنیا آمد و برای تحصیل در رشته مهندسی در دانشگاه به استکهلم رفت.
والدین چری زود از هم جدا شدند و مادرش با موسیقیدان با نفوذ موسیقی جاز آمریکایی، دون چری، که از زمان تولد به پرورش چری کمک کرد، ازدواج کرد. چری نام خانوادگی ناپدری اش را گرفت.
چری از طرف مادرش یک برادر ناتنی، نوازنده موسیقی Eagle-Eye Cherry نیز دارد. او از جانب ناپدری دون چری، یک خواهر خواننده، ویولون نواز جان چری و یک برادر ناتنی، موسیقی نواز جاز، دیوید اورنت چری دارد. چری از طریق ازدواج پدرش احمدو جاه با مایلن جاه، خواهر ناتنی خواننده تیتیو و تهیه‌کننده ضبط چرنو جاه است.
والدین چری، موکی و دون چری، یک مدرسه قدیمی را در حومه شهرهای کوچک شهر هسلهولم در سوئد در اوایل دهه ۱۹۷۰ خریداری کردند، هنگامی که دون چری در کالج دارتموث تدریس می‌کرد، خانواده به ایالات متحده مهاجرت کردند. چری در ۱۴ سالگی مدرسه را رها کرد و به لندن رفت.

## حرفه موسیقی

### در آغاز کار
چری در ۱۵ سالگی و در اواسط دوران پانک به انگلستان نقل مکان کرد و به یاد می‌آورد که افرادش را در آنجا پیدا کرده‌است. چری زودتر با The Titsa Pollitt , Viv Albertine و Ari Up از The Slits ملاقات کرده بود در حالی که ناپدری اش، دون چری، با آنها در تور بود، نِنِهٔ ۱۵ ساله را نیز به همراه داشت.

## سبک موسیقی
به گفته خودش او واقعاً هرگز خودش را به عنوان یک خواننده رپ نمی‌داند. او خود را «خواننده ای می‌داند که کمی رپ می‌کند».

## زندگی شخصی
در سال ۱۹۸۳، چری با درامر بروس اسمیت ازدواج کرد و صاحب یک دختر به نام نایما شد. آنها در سال ۱۹۸۴ طلاق گرفتند. نایما یک عکاس ساکن لندن است که در سال ۲۰۰۴ پسری به نام لوئیس کلاید فلین لاو ازدواج کرد.